# Auquinco (comuna)
Auquinco fue una de las comunas que integró el antiguo departamento de Santa Cruz, en la provincia de Curicó.
En 1920, de acuerdo al censo de ese año, la comuna tenía una población de 2886 habitantes. Su territorio fue organizado por decreto N.º 3.458 del 19 de agosto de 1918.

## Historia
La comuna fue creada por decreto N.º 3.458 del 19 de agosto de 1918.
Esta comuna fue suprimida mediante el Decreto con Fuerza de Ley N.º 8.583 del 30 de diciembre de 1927, dictado por el presidente Carlos Ibáñez del Campo como parte de una reforma político-administrativa, anexando su territorio a la comuna de Chépica. La supresión se hizo efectiva a contar del 1 de febrero de 1928.